# امدادهای غیبی در زندگی بشر
امدادهای غیبی در زندگی بشر، کتابی از شهید مرتضی مطهری که در حقیقت مجموعه چند گفتار اوست. این اثر که می‌کوشد با نگاهی کلی به آیات مربوط به امدادهای غیبی، آن‌ها را در ساختاری منظم ارائه دهد، از سوی مرکز فرهنگ و معارف قرآن تهیه شده‌است.
در بخشی از این کتاب آمده‌است: «امدادهای غیبی خداوند، تأثیر شگرفی در زندگی انسان‌ها دارد. در قرآن کریم و روایات معصومین (ع) این موضوع به تأکید مطرح شده، به گونه‌ای که دیگر نمی‌توان گفت امدادهای غیبی در زندگی انسان‌ها یک استثناست و تنها در موارد نادری نمایان می‌شود، بلکه یکی از سنت‌های الهی است که مؤمن می‌تواند در سختی‌های زندگی به آن دل ببندد و امید نجات داشته باشد.»
نویسنده کتاب دربارهٔ واژه‌شناسی امدادهای غیبی می‌نویسد: «امدادهای غیبی، تعبیری مرکب از دو واژه امداد و غیب است. اصل و ریشه امداد، کلمه مدّ به معنای انبساط و امتداد است. لفظ مد و مشتقات آن ۳۲ بار در قرآن کریم آمده، که از آنها فقط ۱۵ مورد دربارهٔ کمک‌رسانی است. کلمه غیب در برابر شهادت قرار دارد و قرآن نیز بین آن‌ها تقابل برقرار ساخته‌است. (عالم‌الغیب والشهاده، انعام، آیه ۷۳) غیب یعنی چیزی که از انسان پوشیده‌است.»
بنابر مطالب این کتاب، آیات متعددی در قرآن به امدادهای غیبی الهی اشاره دارد مانند «فرستادن سپاه نامرئی»، «یاری با فرشتگان»، «ایجاد آرامش در قلب‌های مؤمنان»، «ایجاد ترس در دل‌های دشمنان»، «فرستادن لشکر پرندگان» و «برهم زدن نقشه‌های دشمنان».
کمک‌های ویژه پنهانی که از سوی خدا در جنگ‌های صدر اسلام به پیامبر اکرم (ص) و مؤمنان رسید، از مهم‌ترین مصداق‌های «امداد غیبی» است؛ به طوری که ۴۰ آیه از آیات قرآن به آن اختصاص یافته‌است.
کتاب حاضر، شامل پنج بخش کلیات، امدادهای غیبی در جنگ و جهاد، امدادهای غیبی در غیر جنگ، شرایط برخورداری از امدادهای غیبی و اهداف امدادهای غیبی است.